# Indiana Jones và vòng quay định mệnh
Indiana Jones và vòng quay định mệnh (tên tiếng Anh: Indiana Jones and the Dial of Destiny) là bộ phim phiêu lưu-hành động của Mỹ ra mắt năm 2023 được đạo diễn bởi James Mangold với phần biên kịch do Mangold, Jez Butterworth và John-Henry Butterworth chấp bút. Phim có sự trở lại của nam tài tử Harrison Ford trong vai diễn huyền thoại Indiana Jones từ các phần phim trước, ngoài ra phim còn có thêm sự góp mặt của các diễn viên mới bao gồm Phoebe Waller-Bridge, Mads Mikkelsen, Thomas Kretschmann, Boyd Holbrook, Shaunette Renée Wilson, Toby Jones, Antonio Banderas, Olivier Richters và Ethann Isidore. Bộ phim là phần hậu truyện của phần phim Vương quốc sọ người (2008) đồng thời là phần phim thứ năm trong loạt phim ăn khách Indiana Jones. Đây cũng là bộ phim đầu tiên trong loạt phim được phân phối bởi Walt Disney Studios Motion Pictures kể từ khi hãng  Lucasfilm được bán lại cho Disney vào năm 2012 và đồng thời cũng là bộ phim người đóng đầu tiên được mua lại của hãng sau thương hiệu phim Star Wars.
George Lucas đã bắt đầu nghiên cứu về các kĩ thuật dẫn chuyện tiềm năng vào năm 2008 mặc dù các dự án đã bị đình trệ trong nhiều năm. Sau đó vào năm 2012, ông quyết định chuyển lại dự án này cho nhà sản xuất Kathleen Kennedy khi cô chính thức ngồi vào vị trí chủ tịch của Lucasfilm. Tiến trình của phần phim thứ năm vẫn tiếp tục không được khởi động mặc dù bộ ba phần hậu truyện của Star Wars đang được sản xuất. Cuối cùng, David Koepp cũng được thuê để chấp bút cho kịch bản của phim vào năm 2016 và dự kiến sẽ ấn định ngày ra mắt vào năm 2019 mặc dù việc viết kịch bản đã bị trì hoãn nhiều lần. Jonathan Kasdan tiếp tục trở thành cái tên để thay thế cho vị trí của Koepp vào năm 2018 và sau đó, Koepp vẫn tiếp tục trở lại làm biên kịch phim cho đến năm 2019 trước khi thực sự rút khỏi dự án này. Steven Spielberg, đạo diễn của bốn phần phim đầu tiên cũng được giao trọng trách tiếp tục cầm trịch vị trí đạo diễn cho phần phim thứ năm này. Tuy nhiên, vào năm 2020 ông đã quyết định nhường lại chiếc ghế đạo diễn cho Mangold và chuyển sang làm giám đốc sản xuất cho phần phim này cùng với Lucas. Công đoạn quay phim được bắt đầu tại Anh vào tháng 6 năm 2021 và kết thúc vào tháng 2 năm 2022.
Phim được ấn định sẽ khởi chiếu vào ngày 30 tháng 6 năm 2023 do ảnh hưởng của COVID-19.

## Nội dung
Năm 1944, quân đội Đức Quốc xã bắt giữ Indiana "Indy" Jones và Basil Shaw ở dãy núi Alps. Nhà vật lý Jürgen Voller đã tìm thấy một nửa vòng quay của Archimedes, vật có thể tạo ra khe nứt thời gian, cho phép người sử dụng du hành thời gian. Indy lấy được mảnh vòng quay rồi cùng với Basil chạy thoát khỏi đoàn tàu của quân Đức trước khi lực lượng Đồng minh phá hủy đường ray. Hai mươi lăm năm sau, năm 1969, Indy sắp nghỉ hưu tại Đại học Hunter ở Thành phố New York. Marion Ravenwood, vợ ông, đã ly thân với ông. Helena Shaw, con gái của Basil và cũng là con gái đỡ đầu của Indy, đến thăm ông và nói rằng cô muốn nghiên cứu về chiếc vòng quay của Archimedes.
Khi Indy và Helena lấy mảnh vòng quay từ trường đại học, thuộc hạ của Voller đã tấn công họ. Helena, được tiết lộ là người chuyên buôn lậu cổ vật, mang vòng quay bỏ trốn để bán đấu giá nó ở chợ đen. Indy bị buộc tội giết hại hai đồng nghiệp, ông phải chạy qua một cuộc diễu hành và một cuộc biểu tình phản chiến để trốn thoát. Sallah, bạn cũ của Indy, đã giúp ông rời khỏi nước Mỹ. Tại khách sạn Tangier, Indy phá rối cuộc bán đấu giá của Helena, lúc này Voller và thuộc hạ của hắn đến đánh cắp vòng quay. Indy, Helena và Teddy Kumar đuổi theo Voller bằng xe lam nhưng không bắt được hắn. Sau đó thuộc hạ của Voller đã giết các đặc vụ CIA và cướp máy bay trực thăng của họ.
Nhóm của Indy đến gặp Renaldo, một thợ lặn biển và cũng là bạn cũ của Indy. Họ lặn xuống một con tàu đắm ở Biển Aegea và lấy tấm bảng "graphikos", vật hướng dẫn đến chỗ nửa còn lại của vòng quay. Khi Voller đến và giết Renaldo, nhóm của Indy chạy thoát và đến Sicily. Indy và Helena tìm thấy hầm mộ của Archimedes, trong đó có nửa còn lại của vòng quay. Voller xuất hiện và bắt Indy đi. Sau khi lắp ráp vòng quay, Voller tiết lộ rằng hắn sẽ du hành thời gian trở lại năm 1939 để ám sát Adolf Hitler và giúp nước Đức giành chiến thắng trong Thế chiến hai. Voller kích hoạt vòng quay, tạo ra khe nứt thời gian trên bầu trời. Helena đã kịp thời leo lên máy bay của Voller. Teddy cũng đuổi theo họ trên một máy bay khác.
Khi tiếp cận khe nứt, Indy nhận ra rằng sự trôi dạt của lục địa có thể đã làm thay đổi tọa độ dòng thời gian. Thay vì năm 1939, cả nhóm đã đến Cuộc vây hãm Syracuse vào năm 212 trước Công nguyên. Các đội quân tham chiến bắn hạ máy bay của Voller vì cho rằng nó là một con rồng. Indy và Helena nhảy dù trước khi máy bay đâm xuống đất, giết chết tất cả người trên đó. Archimedes tìm thấy xác và đồng hồ đeo tay của Voller trong đống đổ nát. Ông đưa chiếc vòng quay cho Indy nhưng vẫn giữ chiếc đồng hồ. Indy và Helena biết rằng Archimedes đã tạo ra vòng quay để đưa người sử dụng từ tương lai đi qua khe nứt dẫn đến năm 212 trước Công nguyên, nhằm nhận được sự trợ giúp của họ trong cuộc chiến chống lại lực lượng La Mã áp đảo. Khi khe nứt sắp đóng lại, Indy nói rằng ông muốn ở lại nơi này, cảm thấy không còn gì để quay về. Helena lo sợ sẽ xảy ra nghịch lý thời gian và không muốn bỏ Indy nên đã đánh ông bất tỉnh rồi đưa ông về.
Trở lại hiện tại, Indy tỉnh lại trong căn hộ của mình. Helena, Teddy, Sallah và Marion cũng có mặt ở đó. Indy làm hòa với Marion trong khi những người khác đi ra ngoài để cho hai người được riêng tư.

## Diễn viên
- Harrison Ford thủ vai Indiana Jones: Một nhà khảo cổ học kiêm nhà thám hiểm người Mỹ, chồng của Marion Ravenwood.
- Phoebe Waller-Bridge thủ vai Helena Shaw
- John Rhys-Davies thủ vai Sallah
- Mads Mikkelsen thủ vai Jürgen Voller
- Shaunette Renée Wilson thủ vai Mason
- Toby Jones thủ vai Basil Shaw
- Boyd Holbrook thủ vai Klaber
- Thomas Kretschmann thủ vai Đại tá Weber
- Antonio Banderas thủ vai Renaldo

Ngoài ra, phim còn có sự tham gia của các diễn viên khác bao gồm Olivier Richters và Ethann Isidore trong các vai diễn không được tiết lộ.

## Sản xuất

### Phát triển
Tháng 4 năm 2008, Ford đã chia sẻ rằng ông muốn quay trở lại phần phim thứ năm của Indiana Jones nếu nó không mất đến hai mươi năm để phát triển và đề cập đến quá trình phát triển của phần Indiana Jones và vương quốc sọ người ngay sau một tháng phim phát thành. Phần phim này đã giới thiệu nhân vật Mutt Williams được thủ vai bởi Shia LaBeouf. Nhà sản xuất George Lucas đã đề xuất ý tưởng về việc đưa Williams trở thành nhân vật chính trong phần phim thứ năm nhưng ý kiến này đã bị bác bỏ sau đó. Lucas nói rằng tuổi tác của Ford sẽ không phải là vấn đề khi làm phần phim khác "nó không giống như ông ấy là một người già. Nam diễn viên cực kỳ nhanh nhẹn; anh ấy thậm chí còn làm tốt hơn những gì đã làm ở 20 năm trước".
Năm 2008, Lucas bắt đầu nghiên cứu về kỹ thuật dẫn chuyện tiềm năng cho một phần phim khác và tuyên bố rằng Steven Spielberg sẽ sẵn sàng để chỉ đạo nó, giống như những gì mà ông ấy đã làm trong các phần phim trước. Giải thích về quy trình của mỗi bộ phim, Ford nói "Chúng tôi đi đến một thỏa thuận cơ bản nào đó và sau đó George đi xa một thời gian và làm việc với nó. Sau đó, tôi và Steven sẽ nhận nó ở một dạng nào đó, một dạng phôi thai nào đó. Tiếp theo, nếu chúng tôi thích nó, chúng tôi sẽ bắt đầu thảo luận với Lucas về nó." Nói về bộ phim trước và loạt phim trong tương lai, Lucas cho biết "Chúng tôi vẫn còn vấn về về hướng đi của phim mà chúng tôi muốn thực hiện. Tôi là tương lai còn Steven thì ở quá khứ. Anh ấy cố gắng kéo nó trở lại như cách họ đã làm còn tôi đang cố đưa nó đến một nơi hoàn toàn khác. Vì vậy, chúng tôi vẫn có một vài giải quyết đầy căng thẳng". Sau đó vào năm 2008, Ford đã nói rằng ý tưởng của Lucas cho bộ phim thứ năm là "điên rồ nhưng tuyệt vời". Vào tháng 11 năm 2010, Ford đã nói rằng Lucas vẫn đang làm việc trong dự án. Nhưng đến tháng 7 năm 2012, nhà sản xuất Frank Marshall lại đính chính rằng dự án không có biên kịch và tiến độ của nó thì "tôi không biết liệu nó có chắc chắn xảy ra hay không, nhưng hiện tại nó không hoạt động".
Vào tháng 10 năm 2012, The Walt Disney Company chính thức mua lại hãng Lucasfilm và gửi lại cho công ty mẹ toàn bộ bản quyền và thương hiệu của Indiana Jones. Tháng 12 năm 2013, Walt Disney Studios mua lại bản quyền phân phối và quảng bá Indiana Jones trong tương lai từ Paramount Pictures. Sau thương vụ mua bán năm 2012, Lucas đã chuyển lại Indiana Jones 5 cho chủ tịch mới lúc bấy giờ là Kathleen Kennedy. Lucasfilm đã lên kế hoạch tập trung vào thương hiệu phim Star Wars trước khi bắt đầu làm phần phim thứ năm của Indiana Jones. Vào tháng 5, 2015, Kennedy xác nhận hãng Lucasfilm đã thực sự sẵn sàng để tạo ra một phần phim Indiana Jones mới. Kennedy, Spielberg và Ford đã thảo luận về một số ý tưởng cho câu chuyện của phim vào cuối năm 2015.

### Tiền kỳ
Tháng 3 năm 2016, Disney chính thức thông báo về ngày phát hành của phần phim thứ năm sẽ là ngày 19 tháng 7 năm 2019 và Ford sẽ tiếp tục trở lại với vai diễn của anh. Spielberg cũng sẽ tiếp tục cầm trịch vị trí đạo diễn với Kennedy và Marshall đảm nhận vai trò nhà sản xuất. Marshall cũng chia sẻ rằng bộ phim đang trong giai đoạn tiền sản xuất. Một thiết bị cốt truyện làm tăng sự hồi hộp của phim đã được chọn sau vài tháng khi David Koepp được chọn làm biên kịch. Cốt truyện phim được lên ý tưởng bởi Koepp và Spielberg. Koepp trước đây cũng đã từng viết kịch bản cho một số bộ phim khác của Spielberg, bao gồm cả Vương quốc sọ người. Spielberg cho biết nhân vật chính sẽ không bị giết trong suốt các sự kiện của phim và Marshall cũng chia sẻ rằng câu chuyện sẽ tiếp tục từ nơi phần phim trước kết thúc.

### Tuyển vai
Vào tháng 4 năm 2021, Phoebe Waller-Bridge, Mads Mikkelsen và Thomas Kretschmann được xác nhận sẽ góp mặt vào phim với những vai chưa được tiết lộ. Một tháng sau đó, Boyd Holbrook và Shaunette Renée Wilson là hai cái tên tiếp theo được thêm vào dàn diễn viên của phim. Mikkelsen chia sẻ cảm nghĩ của anh rằng về phần kịch bản "là tất cả mọi thứ mà tôi mong ước nó sẽ như thế." Trước thông tin về phần phim mới, nam diễn viên John Rhys-Davies, người đã thủ vai nhân vật Sallah trong các phần phim trước đã bày tỏ sự quan tâm mong muốn được trở lại vai diễn của mình một lần nữa. Bên cạnh đó, Karen Allen cũng thể hiện sự thích thú của mình khi đề cập đến việc tiếp tục vai diễn Marion Ravenwood của mình và cô đã nhấn mạnh rằng Jones và Marion đã kết trong trong phần phim trước "vì vậy tôi nghĩ sẽ thật khó khi tiến về phía trước mà không có cô ấy.". Khi quá trình quay phim được tiến hành, Toby Jones được bắt gặp đang có mặt trên phim trường và đồng thời cũng được tiết lộ anh sẽ tham gia bộ phim. Vào tháng 7 năm 2021, Antonio Banderas được xác nhận sẽ có mặt trong dàn diễn viên của phim.

### Quay phim
Công đoạn quay phim chính của phim được bắt đầu tại Anh vào ngày 4 tháng 6 năm 2021. Địa điểm quay diễn ra tại Pinewood Studios và Bamburgh Castle. Các cảnh quay khác cũng được tiến hành quay phim tại khu vực Đường sắt North Yorkshire Moors gần Grosmont, nơi mà một số cảnh hành động có sự liên quan đến diễn viên thế của Ford được quay cũng như bản sao của các phương tiện quân sự Lục quân Đức Quốc xã thời kỳ Thế chiến II được nhìn thấy tại phim trường. Bản thân nam diễn viên Ford cũng được bắt gặp tại Grosmont vào ngày 7 tháng 6 năm 2021.  Bốn ngày sau, quá trình quay phim tiếp tục được chuyển đến Leaderfoot Viaduct tại Scotland. Một số phân đoạn quay rượt đuổi bằng xe mô tô được thực hiện tại làng Glencoe, Scotland. Các cảnh quay bổ sung cũng được tiến hành tại Biggar, Nam Lanarkshire. Cuối tháng 6, địa điểm quay phim chuyển tới Luân Đôn tại một con đường ở Hackeny đầy những chiếc xe cổ. Việc quay phim cũng diễn ra bên trong một dinh thự riêng được cho là đã được chọn để quay các cảnh nội thất theo phong cách cổ. Tuy nhiên, quá trình quay phim đã gây ra một số mâu thuẫn với cư dân địa phương, họ được cho là đã phàn nàn về sự gián đoạn mà phim đã gây ra. Vào ngày 23 tháng 6, nam diễn viên Ford đã bị thương ở vai trong quá trình diễn tập một cảnh đánh nhau và ê-kíp sản xuất sẽ tiếp tục quay các phân đoạn khác trong quá trình hồi phục của Ford.
Giữa tháng 6 năm 2021, các cảnh quay chuyển đến trung tâm thành phố Glasgow, nơi sẽ được thay thế cho thành phố New York. Một cảnh rượt đuổi nữa được quay dọc theo đường St. Vicent và các khu vực lận cận khác, đồng thời phim cũng tái hiện lại một cuộc diễu hành băng keo vào năm 1969 để kỷ niệm sự trở lại của các phi hành gia trên tàu Apollo 11. Một diễn viên đóng thế, Mike Massa đã thực hiện thay thế Ford trong suốt các cảnh quay tại Glasgow với các dấu ghi hình chuyển động được dán trên mặt anh. Và quá trình quay phim tại Glasgow kéo dài khoảng hai tuần. Tháng 9 năm 2021, Ford trở lại phim trường để tiếp tục đóng phim.
Tháng 7 năm 2021, đoàn làm phim đã chuyển đến Sicilia, Ý. Có hơn 600 thành viên trong đội ngũ làm phim thực hiện các cảnh quay ở Ý. Sau khi quay xong vài cảnh quay tại các địa danh ở Ý, đoàn làm phim tiếp tục chuyển đến Maroc để quay một số cảnh ở đây, bắt đầu tại Fes từ ngày 17 tháng 10 năm 2021. Ngày 4 tháng 11, nhà quay phim tên Nic Cupac đã được tìm thấy dưới tình trạng tử vong tại một khách sạn ở Maroc, dù sau đó Disney đã nhấn mạnh rằng điều đó không ảnh hưởng đến việc sản xuất bộ phim. Sau 6 tháng ghi hình, bộ phim chính thức đóng máy vào ngày 26 tháng 2 năm 2022.
Ford dự kiến sẽ được dùng kỹ xảo để làm trẻ hóa trong phim, mặc dù Spielberg trước đó đã bác bỏ ý tưởng làm trẻ hóa cho Ford. Nhà quay phim Phedon Papamichael sẽ tiếp tục hợp tác với Mangold lần thứ sáu trong bộ phim này.

## Âm nhạc
Vào tháng 6 năm 2016, Spielberg xác nhận John Williams sẽ trở lại tiếp tục với vai trò nhà soạn nhạc cho phim. Vào năm 2021, chính bản thân Williams cũng một lần nữa lên tiếng đính chính rằng bản thân ông sẽ trở lại trong phần phim thứ năm này.

## Phát hành
Indiana Jones and the Dial of Destiny được dự kiến sẽ phát hành vào ngày 29 tháng 7, 2022 và được phân phối bởi Walt Disney Studios Motion Pictures. Ban đầu, phim được ấn định sẽ công chiếu vào ngày 19 tháng 7 năm 2019 nhưng do lịch trình sản xuất bị thay thế bởi phần phim làm lại người đóng của Vua sư tử nên phim bị dời sang ngày 9 tháng 7 năm 2021. Và vì ảnh hưởng của đại dịch COVID-19 nên một lần nữa phim tiếp tục bị trì hoãn sang ngày 29 tháng 7, 2022.

### Thương mại
Tựa đề của phim đã được công bố là Indiana Jones and the Dial of Destiny, đã tiết lộ vào 1 tháng 12, 2022, cùng với trailer đầu tiên của bộ phim này.

## Tương lai
Disney CEO Bob Iger năm 2016 nói rằng trong tương lai của loạt phim này với Ford là không hoàn toàn chưa xác định, nhưng nói rằng bộ phim thứ năm muốn không phải là phần phim cuối cùng trong loạt phim này. Vào năm 2022, Kennedy lại nói rằng những nhận xét gần đây rằng vai diễn của Ford là Indiana Jones muốn rằng không vào vai nữa, trong khi Ford đã xác nhận rằng phim thứ năm sẽ là phần cuối của sê-ri này.